# Sommerau (Francja)
Sommerau – gmina we Francji, w regionie Grand Est, w departamencie Dolny Ren. W 2013 roku liczba ludności wynosiła 1466 mieszkańców.
Gmina została utworzona 1 stycznia 2016 roku z połączenia czterech ówczesnych gmin: Allenwiller, Birkenwald, Salenthal oraz Singrist. Siedzibą gminy została miejscowość Allenwiller.